# Волошка коростянкова
Волошка коростянкова, блават бурівник, волошка скабіозовидна (Centauréa scabiósa) — трав'яниста рослина роду волошка, родини айстрових.

## Підвиди
- Centaurea scabiosa ssp. apiculata — Centaurea apiculata — Волошка гострокінцева